# Jordi Roura
Jordi Roura Solá (Llagostera, 10 de setembro de 1967) é um ex-futebolista e atual treinador de futebol espanhol. 
Jogou no Barcelona desde as categorias de base até a equipe principal. Em 1989 uma lesão em um dos joelhos prejudicou a continuidade de sua carreira. Ainda jogaria por Murcia, Figueres e Sant Andreu, onde encerraria a carreira aos 26 anos.
Como treinador, iniciou como assistente de Carles Rexach no Yokohama Flügels. A partir de 2009 integrou a comissão técnica de Pep Guardiola no Barcelona, como observador das equipes adversárias. Ascendeu a assistente de Tito Vilanova quando este assumiu o comando da equipe em 2012. Em virtude do tratamento de Tito contra um câncer na glândula parótida, Jordi Roura assume interinamente o comando em algumas partidas.